# گوی مانیون
گوی مانیون (هانجا: 古爾萬年) یک ژنرال گوگوریو است.او و جه‌جونگ گه‌لرو هردو اصالتا از بکجه بودند، ولی به دلیل ارتکاب جرم به گوگوریو گریختند، آنها در تسخیر بکجه در نبرد هان سونگ نقش بسزایی داشتند.

## زندگی شخصی
در سپتامبر سال ۴۷۵ میلادی، هنگامی که جانگسو، امپراتور گوگوریو، با ۳۰ هزار سرباز به پایتخت بکجه، هانسونگ، یورش برد، او نیز شرکت داشت. پس از آن در دستگیری پادشاه گون‌گه‌رو که قصد فرار داشت، نقش مهمی ایفا کرد و او را به دژ آچاسان فرستاد و بدین ترتیب افتخارات نظامی بزرگی به دست آورد.
به احتمال زیاد او نه یک فرد عادی بلکه یک اشراف‌زادهٔ بکجه‌ای بوده است. از آنجا که او یک سردار با اصالت بکجه بود، هنگام سقوط هانسونگ، نقش پیشگام و راهنما برای نیروهای گوگوریو را ایفا می‌کرد.
جالب اینکه نام خانوادگی او "بُک" (복성) بوده است. در کتاب نیهون‌شوکی شخصی با همین نام خانوادگی به نام گویی‌هه (古爾解) نیز ذکر شده است. برخی پژوهشگران این خاندان را به پادشاه گویی (고이왕) بکجه نسبت می‌دهند، اما این ارتباط قطعی نیست.

## دیدگاه ها
درباره‌ی او و ژنرال جه‌جونگ گه‌لرو دو نظر وجود دارد:
1. یکی اینکه به دلیل مخالفت با سیاست‌های تقویت قدرت سلطنتی پادشاه گَیرو تبعید شدند؛ یا اینکه در پی کودتایی که در اوایل سلطنت او رخ داد، از قدرت رانده شدند.
2. دژ آچا همان است که امروز به نام آچاسان‌سونگ شناخته می‌شود.